# Michel-Celse-Roger de Bussy-Rabutin
Michel-Celse-Roger de Bussy-Rabutin (* 1669 in Paris; † 3. November 1736 ebenda) war ein französischer römisch-katholischer Bischof, Kommendatarabt und Mitglied der Académie française.

## Leben und Werk
Michel-Celse-Roger de Bussy-Rabutin (auch: Michel-Roger de Bussy-Rabutin) war der Sohn von Roger de Bussy-Rabutin und der Halbbruder von Jean-Louis de Bussy-Rabutin (1642–1717). Er wurde Kleriker und machte sich ab 1697 mit seiner Schwester um die Herausgabe der Briefe der Madame de Sévigné, eigentlich Marie de Rabutin-Chantal, einer Verwandten, verdient, insofern die ersten publizierten Briefe der Marquise Teil einer von ihm verantworteten Herausgabe der Korrespondenz seines Vaters waren. 
Er wurde 1720 Kommendatarabt der Benediktinerabtei Flavigny und stieg 1723 zum Bischof von Luçon auf. Am 10. September 1725 hielt er eine kurze konventionelle Ansprache an das frisch vermählte Paar Ludwig XV. und Maria Leszczyńska, die im Druck erschien. In Paris frequentierte er den literarischen Salon der Madame de Tencin. 1732 wurde er in die Académie française (Sitz Nr. 14) aufgenommen und von Fontenelle begrüßt, ebenfalls Gast der Madame de Tencin. Fontenelle sprach aber weniger von ihm als von seinem Vorgänger Antoine Houdar de la Motte. Laurent Cars (1699–1771) fertigte 1724 von Bussy-Rabutin ein gestochenes Porträt an. Hyacinthe Rigaud malte 1735 Bussy-Rabutins Porträt in Öl (unfertig, heute im Schloss Versailles). Er starb im Alter von 67 Jahren an einem Schlaganfall. Ein Beisetzungsort ist nicht bekannt.

## Werke
- (Hrsg.) Les Lettres de messire Roger de Rabutin comte de Bussy, lieutenant général des armées du roi, et mestre de camp général de la cavalerie françoise et étrangère. 4 Bde. Paris 1697.
- Harangue faite au Roy, à Fontainebleau le 10 septembre 1725. Par Monseigneur l’Evêque de Luçon. Paris 1725.